# Рене Репп
Рене Репп (англ. Reneé Rapp; нар. 10 січня 2000) — американська акторка і співачка. Отримала визнання після ролі Реджини Джордж у бродвейському мюзиклі «Погані дівчиська» (2019—2020). Повторила цю роль у фільмі «Круті дівчата» (2024) та взяла участь у створенні саундтреку до фільму. У 2021—2024 роках грала Лейтон у комедійному серіалі HBO Max «Сексуальне життя студенток».
У листопаді 2022 року вийшов її дебютний мініальбом Everything to Everyone. У лютому 2023 року вийшла делюкс-версія мініальбому з двома новими піснями.

## Ранні роки та освіта
Репп три роки навчалася в середній школі Гоупвелла в Хантерсвіллі, штат Північна Кароліна, виступаючи в театральній програмі та граючи в університетській жіночій команді з гольфу, перш ніж перейти до Північно-західної школи мистецтв.
У 2018 році отримала нагороду за найкращу жіночу роль на церемонії Blumey Awards, головній музично-театральній нагороді міста Шарлотта, за роль Сандри в шкільній виставі Big Fish. Згодом Репп відвідала десяту щорічну церемонію вручення премії Джиммі в Нью-Йорку, де врешті виграла номінацію «Найкраща жіноча роль», обійшовши сорок інших конкурентів на нагороду. Ця перемога принесла їй стипендію в розмірі 10 000 доларів. Акторка Лаура Бенанті, яка вручала нагороду Репп, сказала: «Я ніколи не буду такою впевненою, як та 18-річна дівчина».

## Кар'єра
Після перемоги на премії «Джиммі» була обрана на роль Вендли в постановці «Весняне пробудження» у 2018 році театру Шарлотта. 27 липня 2018 року виступила на Supergirl Pro Surf and Music Festival. 23 вересня 2018 року вона взяла участь у четвертому щорічному бродвейському заході The Educational Theatre Foundation «Назад до школи», який проходив у Feinstein's/54 Below. 12 січня 2019 року виступила на заході BroadwayCon 2019 Star to Be, заспівавши пісню «They Just Keep Moving the Line» із шоу Smash на NBC.
28 травня 2019 року було оголошено, що Репп зіграє Реджину Джордж у бродвейському мюзиклі «Погані дівчиська», номінованому на премію «Тоні».
14 жовтня 2020 року була обрана на роль Лейтон, одну з чотирьох головних героїнь у серіалі Мінді Калінг на HBO Max «Сексуальне життя студенток».
14 листопада 2022 року Репп оголосила про свій перший тур. Було чотири дати туру по Сполучених Штатах: у Лос-Анджелесі, Мангеттені, Бостоні та Атланті. Через високий попит на квитки було додано нову дату в Брукліні, а також додаткові шоу в Лос-Анджелесі та на Манхеттені. Аншлаговий тур Репп по США тривав з 6 по 18 грудня 2022 року, загалом було 8 концертів.
9 грудня 2022 року було оголошено, що Репп повторить свою роль Реджини Джордж в екранізації бродвейського мюзиклу «Погані дівчиська», яка вийшла у 2024 році.

## Особисте життя
Однією з її улюблених виконавиць і джерел натхнення є Дженніфер Гадсон. Репп грала в гольф у середній та середній школі.
У 2024 році здійснила камінг-аут як лесбійка.

## Театр
| Рік       | Вистава               | Роль           | Театр                 | Режисер(и)   | Категорія    | Прим.  |
| --------- | --------------------- | -------------- | --------------------- | ------------ | ------------ | ------ |
| 2018      | «Весняне пробудження» | Вендла         | Театр Шарлотта        | Біллі Енслі  | Регіональний |        |
| 2019–2020 | «Погані дівчиська»    | Реджина Джордж | Театр Августа Вілсона | Кейсі Ніколо | Бродвей      | [ 10 ] |
| 2021      | «Неправильна стать»   | Продюсер/Камео | Feinstein's/54 нижче  |              |              | [ 17 ] |

## Фільмографія

### Телебачення
| Рік       | Назва                                              | Роль                       | Нотатки       | Прим.        |        |
| --------- | -------------------------------------------------- | -------------------------- | ------------- | ------------ | ------ |
| 2019–2021 | Бродвейські профілі з Тамсен Фадал                 | Камео                      | 5 серій       | [ 18 ]       |        |
| 2020      | Візьми мене у світ: святкування 90-річчя Сондхайма | Виконавиця                 |               | [ 19 ]       |        |
| 2020      | 2021–тепер                                         | Сексуальне життя студенток | Лейтон Мюррей | Головна роль | [ 20 ] |

### Фільми
| Рік  | Назва         | Роль          | Прим.  |
| ---- | ------------- | ------------- | ------ |
| 2024 | Круті дівчата | Регіна Джордж | [ 21 ] |

## Дискографія

### Студійні альбоми
| Назва      | Деталі                                                                                       | Пікові позиції у чартах | Пікові позиції у чартах | Пікові позиції у чартах | Пікові позиції у чартах | Пікові позиції у чартах |
| Назва      | Деталі                                                                                       | US                      | AUS                     | GER                     | NZ                      | UK                      |
| ---------- | -------------------------------------------------------------------------------------------- | ----------------------- | ----------------------- | ----------------------- | ----------------------- | ----------------------- |
| Snow Angel | - Реліз: 18 серпня 2023 - Лейбл: Interscope - Формат: CD, LP, цифрове завантаження, стриминг | 44                      | 42                      | 76                      | 31                      | 7                       |

### Саундтреки
| Назва                                                                        | Деталі                                                                                  | Пікові позиції у чартах | Пікові позиції у чартах |
| Назва                                                                        | Деталі                                                                                  | US                      | AUS                     |
| ---------------------------------------------------------------------------- | --------------------------------------------------------------------------------------- | ----------------------- | ----------------------- |
| Mean Girls (Music from the Motion Picture) (by the cast of Mean Girls (2024) | - Реліз: 12 січня 2024 - Лейбл: Interscope - Формат: CD, цифрове завантаження, стриминг | 124                     | 97                      |

### Мініальбоми
| Назва                  | Деталі                                                                                      | Пікові позиції у чартах |
| Назва                  | Деталі                                                                                      | US Sales                |
| ---------------------- | ------------------------------------------------------------------------------------------- | ----------------------- |
| Everything to Everyone | - Реліз: 11 листопада 2022 - Лейбл: Interscope - Формат: CD, цифрове завантаження, стриминг | 47                      |

### Сингли
| Назва                                     | Рік  | Пікові позиції у чартах | Пікові позиції у чартах | Пікові позиції у чартах | Пікові позиції у чартах | Пікові позиції у чартах | Пікові позиції у чартах | Альбом                 |
| Назва                                     | Рік  | US Bub.                 | US Pop                  | CAN                     | IRE                     | NZ Hot                  | UK                      | Альбом                 |
| ----------------------------------------- | ---- | ----------------------- | ----------------------- | ----------------------- | ----------------------- | ----------------------- | ----------------------- | ---------------------- |
| «Tattoos»                                 | 2022 | —                       | —                       | —                       | —                       | —                       | —                       | Сингл без альбому      |
| «In the Kitchen»                          | 2022 | —                       | —                       | —                       | —                       | —                       | —                       | Everything to Everyone |
| «Don't Tell My Mom»                       | 2022 | —                       | —                       | —                       | —                       | —                       | —                       | Everything to Everyone |
| «Too Well»                                | 2022 | —                       | 32                      | —                       | —                       | 17                      | —                       | Everything to Everyone |
| «Snow Angel»                              | 2023 | —                       | —                       | —                       | —                       | 35                      | —                       | Snow Angel             |
| «Talk Too Much»                           | 2023 | —                       | —                       | —                       | —                       | —                       | —                       | Snow Angel             |
| «Pretty Girls»                            | 2023 | —                       | —                       | —                       | —                       | 30                      | —                       | Snow Angel             |
| «Tummy Hurts» (featuring Coco Jones)      | 2023 | —                       | —                       | —                       | —                       | —                       | —                       | Snow Angel             |
| «Not My Fault» (with Megan Thee Stallion) | 2023 | 2                       | 19                      | 82                      | 54                      | 8                       | 61                      | Mean Girls             |

### Інші пісні у чартах
| Назва                                   | Рік  | Пікові позиції у чартах | Альбом     |
| Назва                                   | Рік  | NZ Hot                  | Альбом     |
| --------------------------------------- | ---- | ----------------------- | ---------- |
| «World Burn» (with the Mean Girls cast) | 2024 | 34                      | Mean Girls |

## Тури
- Everything to Everyone Tour (2022)[40][41]
- Snow Hard Feelings Tour (2023—2024)[42][43]

## Нагороди та номінації
| Рік  | Нагорода                                       | Категорія                                 | Номінована робота     | Результат | Прим.  |
| ---- | ---------------------------------------------- | ----------------------------------------- | --------------------- | --------- | ------ |
| 2018 | BroadwayWorld Charlotte Awards                 | Найкраща жіноча роль у мюзиклі (місцевий) | «Весняне пробудження» | Номінація | [ 44 ] |
| 2018 | Blumey Awards                                  | Найкраща жіноча роль                      | «Велика риба»         | Перемога  |        |
| 2018 | Національна премія середнього музичного театру | Найкраща жіноча роль                      | «Велика риба»         | Перемога  | [ 45 ] |